# The Catherine Tate Show
The Catherine Tate Show é uma série de televisão britânica de comédia escrita por Catherine Tate e Derren Litten. É protagonizado por Tate em uma variedade de personagens diferentes. O programa foi ao ar na BBC Two e é exibido internacionalmente em todo o mundo através da BBC. A série recebeu seis indicações ao prêmio Bafta, dois British Comedy Awards e um Emmy Internacional, e ganhou dois Royal Television Society Awards, dois British Comedy Awards e um National Television Award desde sua estreia em 2004.

## Episódios
| Temporada | Temporada            | Episódios            | Episódios            | Originalmente exibido   | Originalmente exibido  | Originalmente exibido |
| Temporada | Temporada            | Episódios            | Episódios            | Estreia da temporada    | Final da temporada     | Emissora              |
| --------- | -------------------- | -------------------- | -------------------- | ----------------------- | ---------------------- | --------------------- |
|           | 1                    | 6                    | 6                    | 16 de fevereiro de 2004 | 22 de março de 2004    | BBC Two               |
|           | 2                    | 6                    | 6                    | 21 de julho de 2005     | 25 de agosto de 2005   | BBC Two               |
|           | Especial             | Especial             | Especial             | 20 de dezembro de 2005  | 20 de dezembro de 2005 | BBC Two               |
|           | 3                    | 6                    | 6                    | 26 de outubro de 2006   | 30 de novembro de 2006 | BBC Two               |
|           | Especial             | Especial             | Especial             | 25 de dezembro de 2007  | 25 de dezembro de 2007 | BBC One               |
|           | Catherine Tate's Nan | Catherine Tate's Nan | Catherine Tate's Nan | 25 de dezembro de 2015  | 30 de dezembro de 2015 | BBC One               |

## Spin-offs

### Nan's Christmas Carol(2009)
Um especial de Natal transmitido em dezembro de 2009, apresentando Tate como a personagem Ebenezer Scrooge.

### Catherine Tate's Nan(2014–2015)
Um especial de Ano Novo produzido e transmitido em 4 de janeiro de 2014. Em 2015, dois novos episódios foram produzidos e exibidos entre 27 e 30 de dezembro de 2015.

### Nan: The Movie
No início de 2019, foi anunciado que seria desenvolvida uma adaptação de Catherine Tate's Nan para o cinema. Em setembro de 2019, foi confirmado que o filme seria lançado em 2020. Ao lado de Tate, também foi confirmado que Mathew Horne voltaria como Jamie, e que Niky Wardley também apareceria. O filme será dirigido por Josie Rourke.